# 郭崇仁
郭崇仁（？—1035年），字永年，北宋太原府（今山西省太原）人。宋真宗章穆皇后之弟。郭守文第四子。
淳化四年（993年）补左班殿直，迁东头供奉官、閤门祗候。契丹国入侵，密诏河北诸将，官升崇仪副使兼閤门通事舍人。景德四年（1007年）其姊章穆皇后病故，真宗深为哀悼，以崇仪副使郭崇仁为庄宅使、康州刺史，后遷宫苑使，昭州团练使，大中祥符八年（1015年）七月，為解州团练使。後历任为蔡州团练使、贺州防御使、高阳关路马步军副都部署。因病落军职，改磁州防御使。他的性格慎静，不喜欢任外官，皇帝命他知相州、卫州二州，都推辞不就任。景佑二年（1035年）二月，卒。四年（1037年）八月，赠彰德军节度观察留后。

## 延伸阅读
[在维基数据编辑]
 《宋史/卷463》，出自脱脱《宋史》